# Джерело у лісі
«Джерело у лісі» («Ukuaru») — радянський художній фільм 1973 року, знятий режисером Лейдою Лайус на кіностудії «Талліннфільм».

## Сюжет
За романом Віри Саар «Укурару». У бідному естонському селищі лісорубів у злиднях живе родина Мінни. Щоб допомогти батькам, дівчина дає згоду на шлюб із багатим вдівцем Олі. Але напередодні весілля вона випадково зустрічається в лісі з гармоністом Акселем, і закохані в одну мить вирішують свою долю. Він — мрійник, людина легковажна і слабка, і весь тягар сімейних турбот лягає в основному на плечі Мінни. Акселя вбивають «лісові брати» — банда Олі. Мінна знаходить у собі сили жити і виховувати чотирьох маленьких дітей.

## У ролях
- Елле Кулль — Мінна (дублювала Ольга Гаспарова)
- Лембіт Ульфсак — Аксель Лааме (дублював Олексій Інжеватов)
- Вельда Отсус — мати Мінни (дублювала Зінаїда Воркуль)
- Юрі Ярвет — батько Мінни (дублював Михайло Глузький)
- Хелена Війр — мати Акселя (дублювала Ксенія Козьміна)
- Оскар Лійганд — батько Акселя (дублював Костянтин Тиртов)
- Антанас Барчас — Карл Олі (дублював Артем Карапетян)
- Малле Коост — Лорейда (дублювала Данута Столярська)
- Астрід Лєпа — мадам Папп (дублювала Зоя Василькова)
- Хейно Мандрі — лісничий
- Тину Саар — Артур
- Енн Клоорен — лісовий брат
- Мааріт Мармей — дитина
- Карін Йохан — дитина
- Хелле-Май Варік — дитина
- Рута Яаксон — дитина
- Лоона Бунтсел — дитина
- Андрус Клоостер — дитина
- Александрас Рібайтіс — лісовий брат
- Арнольд Сіккел — касир
- Ромуальдас Тумпа — лісовий брат

## Знімальна група
- Режисер — Лейда Лайус
- Сценарист — Матс Траат
- Оператор — Юрі Гаршнек
- Композитор — Арво Пярт
- Художник — Халья Клаар